# Marion Rousse
Marion Rousse (* 31. August 1991 in Saint-Saulve) ist eine französische Radsportfunktionärin und ehemalige Radrennfahrerin.

## Werdegang
Marion Rousse stammt aus einer Familie mit vielen Radsportlern. Bereits ab einem Alter von sechs Jahren fuhr sie erste Radrennen. Profi wurde sie im Jahr 2010, bevor sie zwei Jahre später französische Meisterin im Straßenrennen wurde. Im Oktober 2015, mit nur 24, kündigte sie an ihre Karriere zu beenden. Seitdem arbeitet sie als TV-Expertin zum Thema Radsport bei Eurosport.
Seit 2019 war sie stellvertretende Leiterin der Tour de La Provence. Im Jahr 2021 wurde sie Renndirektorin der Tour de France Femmes.

## Privates
Die Radsportler David und Laurent Lefèvre sowie Olivier Bonnaire sind Cousins von Marion Rousse.
Rousse war mit dem Tour-de-France-Etappensieger Tony Gallopin verheiratet, bevor sich die Eheleute 2019 trennten. Inzwischen ist sie mit Julian Alaphilippe liiert. Die beiden wurden 2021 Eltern eines Sohnes.
2020 kam es zu einem Eklat, als eine sexistische Karikatur von Rousse und ihrem Partner in der französischen Zeitschrift L’Humanité veröffentlicht wurde.

## Erfolge
2012
- Französische Meisterin im Straßenrennen